# اکبرآباد (فلارد)
اکبرآباد، روستایی در دهستان پشتکوه بخش امامزاده حسن شهرستان فلارد در استان چهارمحال و بختیاری ایران است.

## جمعیت
بر پایه سرشماری عمومی نفوس و مسکن در سال ۱۳۹۵، جمعیت این روستا برابر با ۱۶۲ نفر (۴۳ خانوار) بوده‌است.